# Nils Arne Sørensen
Nils Arne Sørensen (født 1956), er professor, lic.phil. i moderne europæisk historie ved Syddansk Universitet. I 1980’erne blev Sørensen uddannet cand.phil. i historie fra Århus Universitet. Siden 1992 har han været ansat ved universitetet i Odense.
Til Sørensens forskning og undervisning hører bl.a. britisk historie, herunder New Labour, Tony Blair, Gordon Brown og Brexit. Men også første verdenskrig og besættelsen af Danmark 1940-45 optager Sørensen. Sørensen underviser også i historiske metoder, bl.a. kildekritik og erindringssteder.
I juli 2023 blev han ridder af Dannebrog.

## Publikationer (uddrag)
- Den store krig – europæernes første verdenskrig (3. rev. udgave, 2014)
- Evighedernes by Rom (2019)

### Bidrag
- Konfliktzonen Danmark (2018)
- Schleswig as Contested Place (2013)[11]
- tidsportrætbogen 1950’erne (2012)
- Gads Historieleksikon (2009)[2]
- Transnationale historier (2004)

## Pris
I 2008 modtog Sørensen Research Council for Humanities.